# Динамо (клуб по хоккею с мячом, Москва)
«Дина́мо» — команда по хоккею с мячом из Москвы. Одна из старейших российских команд — основана в 1923 году (первый матч (товарищеский против московской команды ОППВ) был провëден 16 декабря 1923 года на катке Чистых прудов — 2:7). Победитель первого чемпионата СССР и обладатель первого Кубка СССР.

## История
Осенью 1923 года в спортивном обществе «Динамо» был организован клуб по хоккею с мячом. В 1936 году динамовцы победили в первом чемпионате, а в следующем сезоне — в первом Кубке СССР.
В послевоенные годы команда окончательно вышла на лидирующие позиции в советском хоккее с мячом. В соперничестве со свердловскими, хабаровскими и московскими армейцами, а также с одноклубниками из Алма-Аты бело-голубые 15 раз поднимались на высшую ступень пьедестала почёта чемпионата СССР.
В 1980-е годы «Динамо» постепенно утратило лидирующие позиции в чемпионате страны. Ушедшим ветеранам не нашлось достойной смены.
С распадом СССР к игровым проблемам клуба добавились финансовые. После третьего места в сезоне 1990/91 самое высоким результатом стало лишь 15-е место в следующем сезоне и в сезоне 1998/99. Команда с трудом держалась «на плаву». В сезоне 2000/01 динамовцы заняли последнее место и покинули высшую лигу.

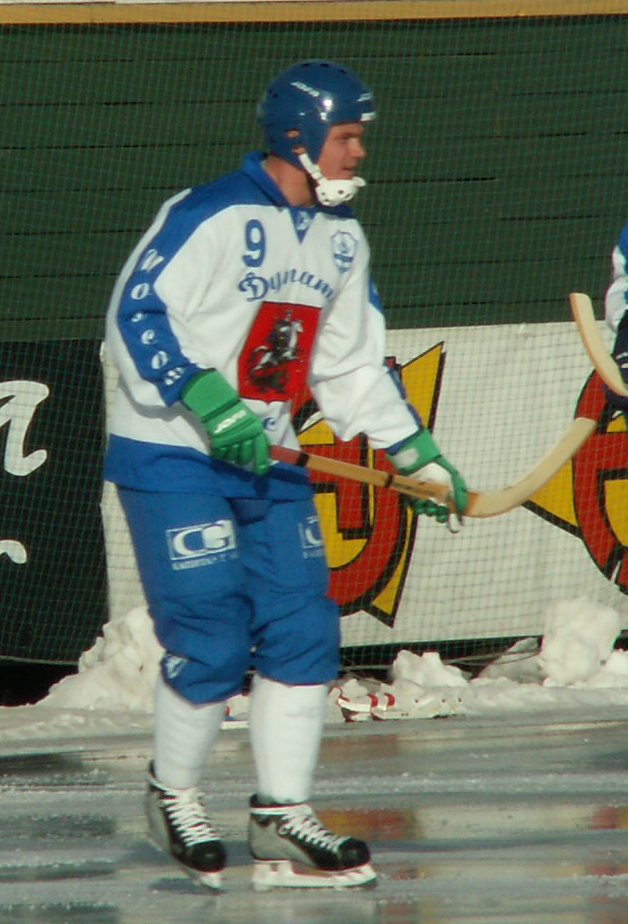
Александр Тюкавин — капитан команды в 2007 году

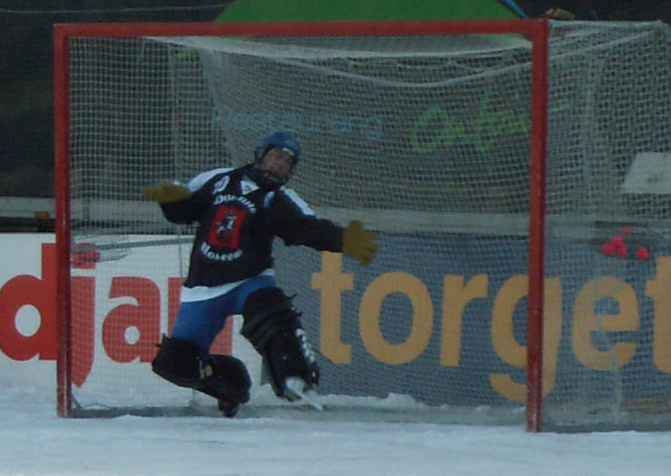
Кирилл Хвалько

В 2004 году руководителями спортивного общества «Динамо» было принято решение возродить былую славу команды по хоккею с мячом. В сезоне 2004/05 бело-голубые вернулись в высшую лигу. В следующем сезоне в команду приходит большая группа игроков из испытывающего финансовые проблемы архангельского «Водника» во главе с прославленным тренером Владимиром Янко. В сезоне 2005/06 динамовцы впервые спустя 28 лет победили в чемпионате. Также был завоеван Кубок России.
В сезоне 2006/07 «Динамо» победило во всех турнирах, в которых принимало участие: в чемпионате и Кубке России, Кубке мира, Чемпионском кубке Эдсбюна и Кубке европейских чемпионов. В сезоне 2007/08 динамовцы выиграли чемпионат России в третий раз.

## Достижения
- Пятнадцатикратный чемпион СССР: 1936, 1951, 1952, 1960-61, 1962-63, 1963-64, 1964-65, 1966-67, 1968-69, 1969-70, 1971-72, 1972-73, 1974-75, 1975-76, 1977-78.
- Девятикратный чемпион России: 2005-06, 2006-07, 2007-08, 2008-09, 2009-10, 2011-12, 2012-13, 2019-20, 2021-22
- Тринадцатикратный обладатель Кубка СССР: 1937, 1938, 1940, 1941, 1947, 1948, 1949, 1950, 1951, 1952, 1953, 1954, 1986-87.
- Девятикратный обладатель Кубка России: 2005 (осень), 2006, 2008, 2010-11, 2011, 2012, 2019, 2020, 2021.
- Трёхкратный обладатель Суперкубка России: 2012/2013, 2013/2014, 2021/2022.
- Шестикратный обладатель Кубка европейских чемпионов: 1975, 1976, 1978, 2006, 2008, 2009.
- Трёхкратный обладатель Кубка мира: 2006, 2007, 2013.
- Четырёхкратный обладатель Чемпионского кубка Эдсбюна: 2006, 2008, 2013, 2015.
- Пятнадцатикратный чемпион Москвы: 1930, 1931, 1934, 1935, 1936, 1937, 1938, 1939, 1945, 1948, 1949, 1950, 1951, 1952, 1953.
- Десятикратный обладатель Кубка Москвы: 1940, 1941, 1944, 1947, 1948, 1949, 1950, 1951, 1952, 1953.
- Двукратный обладатель Кубка РСФСР: 1949, 1950.

## Состав
| №             | Игрок            | Страна                        | Хват    | Дата рождения             | Рост    | Вес     |         |
| Вратари       | Вратари          | Вратари                       | Вратари | Вратари                   | Вратари | Вратари | Вратари |
| ------------- | ---------------- | ----------------------------- | ------- | ------------------------- | ------- | ------- | ------- |
| 1             | Максим Янов      | Флаг России                   | -       | 16 мая 1996 (29 лет)      | 186 см  | 84 кг   |         |
| 94            | Евгений Воронков | Флаг России                   | -       | 27 мая 1994 (31 год)      | 184 см  | 82 кг   |         |
| 96            | Даниил Рибка     | Россия                        | -       | 6 октября 1997 (27 лет)   | 187 см  | 67 кг   |         |
| 98            | Сергей Сачков    | Россия                        | -       | 31 мая 2004 (21 год)      | 183 см  | 68 кг   |         |
| Защитники     |                  |                               |         |                           |         |         |         |
| 9             | Артём Бутенко    | Россия                        | -       | 16 декабря 1995 (29 лет)  | 183 см  | 83 кг   |         |
| 13            | Никита Юрлов     | Россия                        | Правый  | 19 ноября 1993 (31 год)   | 179 см  | 75 кг   |         |
| 18            | Никита Симиргин  | Россия                        | Левый   | 9 мая 1995 (30 лет)       | 183 см  | 92 кг   |         |
| 28            | Денис Борисенко  | Россия                        | Левый   | 28 апреля 1987 (38 лет)   | 185 см  | 86 кг   |         |
| 40            | Юрий Бондаренко  | Россия                        | Правый  | 2 марта 1995 (30 лет)     | 179 см  | 75 кг   |         |
| 52            | Илья Кузьмин     | Россия                        | Левый   | 9 ноября 1999 (25 лет)    | 177 см  | 72 кг   |         |
| 61            | Степан Васюкович | Флаг России                   | -       | 12 ноября 1997 (27 лет)   | 185 см  | 75 кг   |         |
| Полузащитники |                  |                               |         |                           |         |         |         |
| 7             | Матвей Рибка     | Россия                        | Левый   | 25 сентября 2004 (20 лет) | 178 см  | 69 кг   |         |
| 15            | Михаил Сергеев   | Флаг России                   | -       | 15 апреля 1996 (29 лет)   | 180 см  | 80 кг   |         |
| 17            | Егор Рагулин     | Россия                        | Левый   | 26 февраля 2001 (24 года) | 183 см  | 85 кг   |         |
| 21            | Денис Лапшин     | Флаг России                   | Левый   | 7 апреля 1993 (32 года)   | 178 см  | 70 кг   |         |
| 27            | Дмитрий Ширяев   | Флаг России                   | -       | 28 августа 1995 (29 лет)  | 182 см  | 81 кг   |         |
| 35            | Роман Ледянкин   | Россия                        | Правый  | 25 октября 2000 (24 года) | 178 см  | 66 кг   |         |
| 42            | Андрей Хроменков | Россия                        | -       | 7 июня 2000 (25 лет)      | 198 см  | 97 кг   |         |
| 47            | Степан Зыков     | Флаг России                   | -       | 19 ноября 2008 (16 лет)   | 180 см  | 80 кг   |         |
| 97            | Егор Дашков      | Россия                        | Левый   | 23 октября 1997 (27 лет)  | 174 см  | 80 кг   |         |
| Нападающие    |                  |                               |         |                           |         |         |         |
| 9             | Марат Шарипов    | Флаг России                   | Левый   | 18 июня 2002 (23 года)    | 182 см  | 70 кг   |         |
| 12            | Роман Дарковский | Флаг России                   | -       | 4 июня 2001 (24 года)     | 180 см  | 74 кг   |         |
| 22            | Егор Ахманаев    | Флаг России                   | Правый  | 9 февраля 2001 (24 года)  | 190 см  | 87 кг   |         |
| 44            | Никита Иванов    | Флаг России                   | -       | 9 мая 1996 (29 лет)       | 171 см  | 81 кг   |         |
| 77            | Виктор Чернышёв  | Флаг России · Флаг Казахстана | Правый  | 9 мая 1985 (40 лет)       | 176 см  | 78 кг   |         |

Тренерский штаб:
- Ильяс Хандаев — главный тренер
- Сергей Шабуров — тренер
- Андрей Золотарёв — тренер
- Марина Пашкина[8] — тренер по физической подготовке
- Николай Емсенко — тренер по физической подготовке

## Список главных тренеров
- 1923—1925 — М. Залышкин
- 1925—1926 — К. Заржецкий
- 1926—1928 — М. Гольдин
- 1928—1937 — К. Квашнин
- 1937—1950 — М. Якушин
- 1950—1952 — В. Трофимов
- 1952—1954 — И. Давыдов
- 1954—1980 — В. Трофимов
- 1980—1987 — В. Соловьёв
- 1987—1993 — В. Бочков
- 1993—1996 — Н. Соловьёв
- 1996—2004 — В. Плавунов
- 2004(I—II) — И. Звонарёв
- 2004(II) — В. Ерёмин
- 2004—2005 — В. Плавунов
- 2005—2007 — В. Янко
- 2007—2008 — А. Нуждинов
- 2008—2009 — С. Лихачёв
- 2009—2011 — В. Плавунов
- 2011—2014 — Тони Линдквист (Швеция)
- 2014(IV—X) — С. Лихачёв
- 2014(XI)—2016(V) — А. Дьяков
- 2016(V)—2018(X) — Э. Трифонов[10]
- 2018(X)—2019(IV) — С. Тарасов
- 2019(IV)—2024 — Е. Иванушкин[11]
- 2024—2025 — С. Шабуров[12]
- 2025— н. в. — И. Хандаев[13]

## Статистика выступлений в чемпионатах СССР, СНГ и России
Статистика чемпионатов, проходивших в несколько этапов, представлена в виде суммы цифр каждого из этапов.
     Чемпион      2-е место      3-е место      4-е место
М — место, И — количество игр, В — количество выигрышей, Н — количество ничей, П — количество поражений, О — количество очков.